# (2771) Polzunov
(2771) Polzunov – planetoida z pasa głównego asteroid okrążająca Słońce w ciągu 4 lat i 139 dni w średniej odległości 2,68 j.a. Została odkryta 26 września 1978 roku w Krymskim Obserwatorium Astrofizycznym w Naucznym na Półwyspie Krymskim przez Ludmiłę Żurawlową. Nazwa planetoidy pochodzi od Iwana Polzunowa (1728-1766), rosyjskiego wynalazcy. Przed nadaniem nazwy planetoida nosiła oznaczenie tymczasowe (2771) 1978 SP7.